# Secretaria Executiva da Comissão de Ética Pública
A Secretaria-Executiva da Comissão de Ética Pública (Secep) é o órgão responsável por prestar apoio técnico e administrativo à Comissão de Ética Pública. Criada por decreto de 30 de agosto de 2000 na estrutura da Casa Civil, atualmente está vinculada à Secretaria-Geral da Presidência da República. A alteração foi oficializada por meio do Decreto nº 9.670, de 02 de janeiro de 2019, que atribuiu à Secep as seguintes competências:
I - prestar o apoio técnico e administrativo aos trabalhos da Comissão de Ética Pública;
II - acompanhar e coordenar a execução das deliberações e das diretrizes da Comissão de Ética Pública e implementar as ações por ela fixadas; e
III - promover a interlocução da Comissão de Ética Pública com as comissões de ética setoriais dos órgãos e das entidades da administração pública federal, direta e indireta, e auxiliá-las na supervisão da observância ao Código de Conduta da Alta Administração Federal.

## Principais atividades
Mais detalhadamente, à Secretaria-Executiva da CEP compete:
- prestar apoio administrativo à atuação dos conselheiros com relação às Consultas de Conflitos de Interesses e de Quarentena realizadas pelas autoridades públicas, de acordo com a Lei 12.813, de 16 de maio de 2013. 
- realizar a Gestão do Sistema de Gestão da Ética, com ações realizadas junto às Comissões de Ética dos órgãos e entidades da Administração Pública federal, voltadas, principalmente, à: 
i) manutenção do cadastro de composição das comissões de ética locais; 
ii) avaliação da gestão da ética por meio de Questionários enviados anualmente pelas comissões de ética locais com informações sobre a compromisso institucional do seu órgão com a ética; além do plano de trabalho; infraestrutura; comunicação; aconselhamento e monitoramento de infrações éticas; 
iii) organização de cursos e eventos para capacitação dos membros de comissões de ética ou agentes públicos interessados.  
- receber e analisar a Declaração Confidencial de Informações – DCI, documento com informações sobre bens, rendas e situação patrimonial ou pessoal encaminhado obrigatoriamente à CEP por autoridade pública abrangida pelo Código de Conduta, no prazo de 10 dias após a posse. A finalidade da DCI é prevenir situações que possam suscitar conflito entre a autoridade no exercício do cargo e o interesse público.
- manter o Banco de Dados de Sanções Éticas de que trata o Decreto nº 6.029, de 2007, para fins de consulta pelos órgãos ou entidades da administração pública federal, em casos de nomeação para cargo em comissão ou de alta relevância pública.